# Карола Скутецька-Карвашова
Карола Скутецька-Карвашова (нар.* 4 червня 1893, Банська Бистриця — † пом. 9 січня 1945, Немецка) — словацька мисткиня, живописець. Вона працювала під псевдонімом: Rolla.

## Сім'я
- батько — Домінік Скутецький
- мати — Сесілія (при народженні Левйова)
- брат — Александр Скутецький
- син — Петер Карваш
- чоловік — Фердинанд Карваш

## Біографія
Карола Скутецька відвідувала народну школу та навчалась у загальноосвітній школі Банської Бистриці, потім навчалась в Академії образотворчих мистецтв у Будапешті та у Відні. Вона вільно володіла німецькою, угорською, французькою, англійською та італійською мовами.
Вона жила і працювала в Банській Бистриці. Її батько був пов'язаний з образотворчим мистецтвом і творчістю. Після смерті батька вона працювала в його майстерні, зображуючи членів родини, родичів, друзів у пастельній техніці та використовувала олійний живопис для створення натюрмортів. Її роботи можна знайти в приватній власності в Банській Бистриці та Братиславі та в Центральній словацькій галереї в Банській Бистриці.

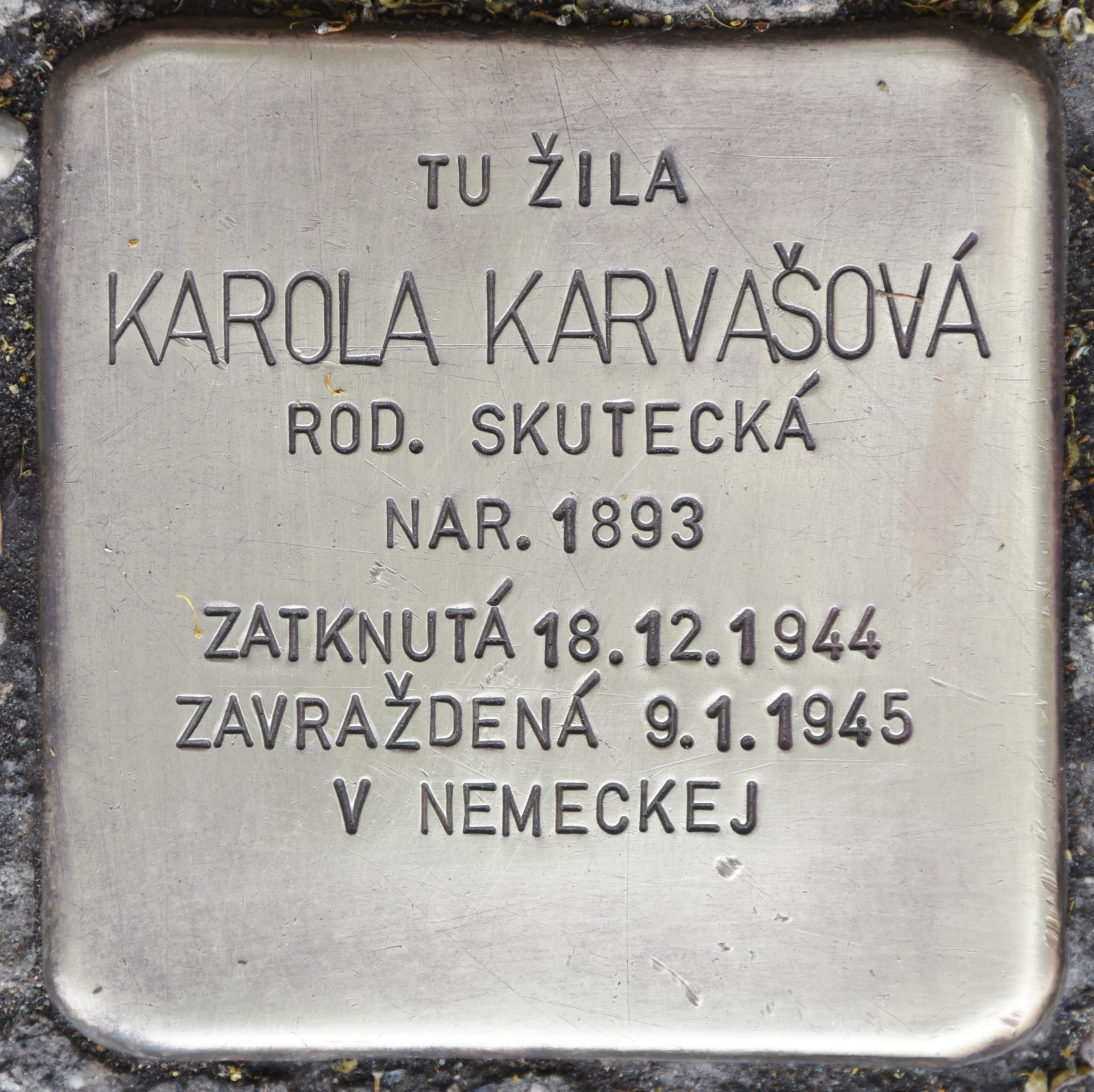
Пам'ятний камінь «Столперштайн» Карола Скутецька-Карвашова

Вона була жертвою расового гонінням фашистського терору. Після придушення Словацького національного повстання (SNP) вона та її чоловік були затримані (18 грудня 1944 р.), ув'язнені в Банській Бистриці та страчені в Немецкі.